# نيفيجلي
نيفيجلي هي بلدية في مقاطعة كونيو في منطقة بيدمونت الإيطالية تقع على بعد 50 كيلومتر (31 ميل) جنوب شرق تورينو و 60 كيلومتر (37 ميل) شمال شرق كونيو. اعتبارًا من 31 ديسمبر 2004 كان عدد سكانها 419 نسمة ومساحتها 8.1 كيلومتر مربع (3.1 ميل2).
تقع نيفيجلي على حدود البلديات التالية: مانجو ونيف وتريسو وتريزو تينيلا.